# Raman Pratasevič
Raman Dzmitryjevič Pratasevič (in bielorusso Раман Дзмітрыевіч Пратасевіч?; in russo Роман Дмитриевич Протасевич?, Roman Dmitrievič Protasevič, angl. Roman Dmitriyevich Protasevich; Minsk, 5 maggio 1995) è un attivista e giornalista bielorusso.

## Biografia
Protasevič è attivo nell'opposizione bielorussa sin dai primi anni 2010, quando frequentava il liceo. Dall'autunno 2011 è membro di Malady Front (Fronte Giovanile), la principale organizzazione studentesca bielorussa, di ispirazione democristiana. Ha co-amministrato un numeroso gruppo in opposizione al presidente Aljaksandr Lukašėnka sulla rete sociale russa VKontakte fino al 2012, quando tale gruppo è stato hackerato dalle autorità. Si iscrive alla facoltà di giornalismo presso l'Università statale bielorussa, ma viene espulso poco tempo dopo.
Nel 2013 si è recato in Ucraina per partecipare alle rivolte dell'Euromaidan dove viene immortalato a Kiev insieme ai manifestanti anti-governativi che avevano abbattuto a colpi di martello una statua di Lenin. Nel 2014 si unisce al Battaglione Azov, formazione militare neonazista ucraina, durante la guerra del Donbass, dove rimane ferito. Il suo effettivo ruolo all'interno del battaglione è ancora da chiarire.
Nel 2017 è stato accusato di aver partecipato a un evento non autorizzato a Kurapaty, ma viene assolto. Nonostante non abbia un'istruzione formale da giornalista, ha lavorato come tale nei media bielorussi. A marzo 2019 ha lavorato come fotografo per Euroradio.fm e ha lavorato alla riunione dei primi ministri di Austria e Bielorussia a Minsk. Ha anche lavorato per l'edizione bielorussa di Radio Free Europe. Nel 2019, Protasevič si è trasferito in Polonia e il 22 gennaio 2020 ha annunciato di aver chiesto asilo politico nel Paese. I genitori di Protasevič si sono trasferiti in Polonia nell'agosto 2020 per raggiungere il figlio.
A partire dal 2020 Protasevič gestiva il canale Telegram "Nexta" insieme al suo co-creatore Sciapan Pucila (Stepan Putilo). Nell'agosto 2020, quando le autorità bielorusse hanno tentato di disabilitare l'accesso a Internet durante le elezioni presidenziali del 2020, Nexta è diventata una delle principali fonti di informazioni sulle proteste e lo stesso canale ha iniziato a coordinarle. Il canale ha avuto quasi 800.000 nuovi iscritti in una settimana. Nel settembre 2020, Protasevič ha lasciato Nexta.
Il 5 novembre 2020 Protasevič e Pucila sono stati accusati di aver organizzato proteste di massa (articolo 293 del codice penale bielorusso), azioni che violano gravemente l'ordine pubblico (articolo 342) e istigazione all'inimicizia sociale basata sull'affiliazione professionale (articolo 130, parte 3). Il 19 novembre 2020 il KGB bielorusso li ha inseriti nella lista dei terroristi, per "disordini di massa". Il 2 marzo 2021 Protasevič ha annunciato di aver iniziato a lavorare per il canale Telegram "@belamova" precedentemente curato da un blogger detenuto, Ihar Losik. Il padre di Protasevič, Dmitrj, un ufficiale di riserva delle Forze armate bielorusse, viene privato di tutti i gradi e riconoscimenti militari da un decreto personale del presidente bielorusso Aljaksandr Lukašėnka nel maggio 2021.

## L'arresto

### Volo Ryanair 4978
Il 23 maggio 2021, il volo Ryanair 4978 (Atene - Vilnius) con Protasevič a bordo, è stato intercettato nello spazio aereo bielorusso da un caccia del paese, che lo ha condotto all'Aeroporto di Minsk. Il personale dell'aeroporto di Minsk ha detto che ciò era dovuto alla notizia di una bomba a bordo. Le autorità aeroportuali lituane hanno dichiarato di non essere state informate della minaccia di una bomba e che la causa della deviazione era stata invece un conflitto tra un passeggero e un membro dell'equipaggio. A Minsk, Protasevič è stato prelevato dall'aereo e arrestato. E con lui è stata arrestata anche la sua compagna Safija Sapeha, entrambi tornavano da una vacanza in Grecia. Nessuna bomba è stata trovata a bordo. Nonostante l'aereo fosse più vicino a Vilnius, il presidente bielorusso Aljaksandr Lukašėnka, secondo il suo servizio stampa, ordinò personalmente che l'aereo fosse reindirizzato a Minsk e ha inviato un caccia MiG-29 dell'aeronautica bielorussa per scortarlo.
Secondo un rappresentante Ryanair citato dal quotidiano russo Novaja Gazeta, è stato il controllo del traffico aereo bielorusso a informare l'equipaggio dell'aereo della minaccia e ha detto loro di cambiare rotta verso Minsk.
Il 10 giugno il Parlamento europeo ha approvato una risoluzione che aprirà delle indagini per stabilire il ruolo della Russia nel dirottamento del volo.

### Reazioni
Il 24 giugno 2021, in seguito ai collegamenti con “violazioni dei diritti umani in Bielorussia, repressioni contro la società civile, l'opposizione democratica e i giornalisti, nonché per l'atterraggio forzato della compagnia aerea irlandese Ryanair a Minsk e la successiva detenzione di Protasevič e della sua fidanzata Safija Sapeha”, il Consiglio dell'Unione europea ha approvato sanzioni settoriali contro la Bielorussia.

### La detenzione
Poco dopo lo sbarco a Minsk, Protasevič e la sua ragazza Sofija Sapeha sono stati portati via dalla polizia bielorussa. Secondo quanto riferito, un compagno di viaggio avrebbe sentito Protasevič parlare della possibilità di affrontare la pena di morte, di cui ha parlato anche la leader dell'opposizione bielorussa Svjatlana Cichanoŭskaja in esilio. Le accuse circa l'organizzazione di disordini di massa contro Protasevič potrebbero portare a una pena detentiva fino a 15 anni. Si era recato ad Atene per dare copertura mediatica a una visita di Cichanoŭskaja al Delphi Economic Forum, un forum internazionale in Grecia.
Amnesty International ha chiesto il rilascio di Protasevič e della sua ragazza Safija Sapeha, affermando che "il loro arresto è arbitrario e illegale, e le sue circostanze sono a dir poco orribili". Dmitrij Poljanskij, vice rappresentante della Federazione Russa presso le Nazioni Unite, ha dichiarato che "il fondatore del canale Telegram NEXTA, Raman Protasevič, detenuto a Minsk, era ricercato come combattente del battaglione neonazista Azov, e non come blogger".
Il 27 maggio 2021 l'Ufficio del procuratore generale dello stato a riconoscimento limitato della Repubblica Popolare di Lugansk ha aperto un procedimento penale contro Protasevič, accusandolo di aver preso parte al conflitto nella guerra del Donbass tra le file del Battaglione Azov, e ne ha chiesto l'estradizione alla Bielorussia. Il presidente bielorusso Aljaksandr Lukašėnka ha riferito di non essere contrario al fatto che Protasevič possa essere interrogato dagli investigatori delle repubbliche ribelli coinvolte nella guerra del Donbass contro l'Ucraina, a patto che ciò avvenga sul suolo bielorusso. Il Ministro degli Esteri ucraino Dmytro Kuleba ha dichiarato che, se ciò dovesse accadere, ci sarebbe una reazione da parte dello Stato ucraino.
Secondo la BBC, in un video diffuso dalle autorità bielorusse, Safija Sapeha avrebbe affermato di essere una dei gestori di Black Book of Belarus, un canale Telegram in cui vengono pubblicate le informazioni personali dei funzionari della sicurezza, e che la Bielorussia ha classificato come gruppo estremista. Secondo alcuni critici, tale dichiarazione sarebbe stata ottenuta sotto costrizione.
Il 3 giugno, Protasevič, ancora in stato di arresto, viene intervistato dal canale televisivo bielorusso filo-governativo ONT. Durante la trasmissione, il dissidente ha mosso una serie di accuse all'opposizione bielorussa e ha dichiarato che il suo arresto, il 23 maggio a bordo del volo Ryanair, sarebbe stato causato da un membro dello staff di Svjatlana Cichanoŭskaja, Daniil Bogdanovič, col quale aveva avuto dei conflitti. Protasevič si è dichiarato colpevole di aver organizzato le proteste in Bielorussia del 2020-2021 e ha accusato l'opposizione di essere finanziata da "sponsor privati", ha dichiarato che il governo polacco avrebbe stanziato 50 milioni di złoty (circa 13,5 milioni di dollari) per la "Belarusian House" a Varsavia, il loro quartier generale. Protasevič ha riferito che l'obiettivo dell'opposizione sarebbe quello di costringere i paesi occidentali ad applicare sanzioni contro la Bielorussia per far crollare la sua economia e scatenare così una reazione popolare contro il governo. Secondo la famiglia del dissidente, Protasevič sarebbe stato costretto a fare queste confessioni.
Il 16 giugno 2021 i rappresentanti della Repubblica Popolare di Lugansk hanno dichiarato che Protasevič è stato "interrogato". Sul caso, l'ambasciata ucraina a Minsk ha chiesto spiegazioni ufficiali alle autorità bielorusse. Il 25 giugno 2021 Protasevič e la sua fidanzata Sapeha sono stati trasferiti agli arresti domiciliari. Il 7 luglio 2021 a Protasevič è stata fornita una connessione Internet e ha creato un account Twitter, dove ha dichiarato di vivere agli arresti domiciliari insieme a Safija Sapeha in una casa privata fuori città. Rispondendo alle domande degli utenti, ha negato di essere stato precedentemente maltrattato o addirittura torturato dalle autorità. Il 6 maggio 2022 Sapeha è stata condannata a sei anni di carcere per "istigazione all'odio sociale". Il suo avvocato ha detto che si rivolgerà direttamente al presidente russo Vladimir Putin poiché Sapeha è cittadina russa.
Durante la detenzione la relazione di Protasevič con Sapeha termina e, nel maggio 2022, l'attivista bielorusso ha sposato un'altra donna.

### Il ruolo nel Battaglione Azov
Il giornale bielorusso statale Belarus' Segodnja, ha accusato Protasevič di essere un mercenario che ha combattuto nell'Ucraina orientale insieme al Battaglione Azov. Protasevič ha dichiarato in precedenza di aver trascorso un anno in Ucraina, durante la guerra del Donbass, come giornalista e fotografo. Alcune testate occidentali hanno affermato che sono state diffuse foto che lo ritraggono in uniforme del Battaglione Azov e armato. Il padre di Raman, in un'intervista fatta tempo prima al canale TV Nastojaščee Vremja, ha affermato che il figlio nel 2014 si trovava nel Donbass e ha combattuto a fianco dell'esercito ucraino, dichiarazione ritrattata successivamente all'arresto di Raman.
Secondo la BBC, la fotografia di un combattente del Battaglione Azov, che usava lo pseudonimo di "Kim" in alcune interviste rilasciate nel 2015, sarebbe identica a quella che viene mostrata dai media bielorussi, presumibilmente trovata nel cellulare di Protasevič al momento dell'arresto, che lo ritrarrebbe armato. Il quotidiano britannico ha affermato che "Le prove sembrano dimostrare che "Kim" e Raman Protasevič sono la stessa persona, sebbene il fatto che questa persona fosse impegnata nei combattimenti, come asserito dalle autorità bielorusse, è ancora controversa e non è stata confermata in maniera indipendente." Oleksiy Kuzmenko, del gruppo investigativo britannico Bellingcat, afferma che non ci sono prove che Protasevič abbia combattuto, anche se ritiene che l'uomo armato e in divisa presente nelle foto della parata militare del Battaglione Azov del 2015 a Mariupol', e l'uomo in prima pagina sulla rivista del luglio 2015 della medesima organizzazione neonazista, sia probabilmente Protasevič. Kuzmenko fa notare che la descrizione di un video di Hromadske.TV del 2015 riporta che un volontario del battaglione era stato ferito a seguito degli scontri a Šyrokyne, e l'unico uomo inquadrato, ferito al petto, è probabilmente Protasevič.
Andrіj Bіlec'kyj, il fondatore del Battaglione Azov, ha dichiarato: "Sì, davvero Raman, insieme all'Azov e ad altre unità militari, ha combattuto contro l'occupazione dell'Ucraina. Era con noi vicino a Šyrokyne, dove è stato ferito. Ma la sua arma da giornalista non era una mitragliatrice, ma la parola".
La Repubblica Popolare di Lugansk ritiene che Protasevič "nel periodo dall'estate del 2014 all'inverno del 2015, come vice comandante delle comunicazioni della seconda compagnia d'assalto del Battaglione Azov, insieme ad altre persone non identificate ha preso parte alle ostilità sul territorio del Donbass" e avrebbe "causato la morte e il ferimento di civili, distruzione e danni alle infrastrutture civili".

### Processo, condanna e grazia
Il processo a suo carico si è aperto nel febbraio 2023. Protasevič si era precedentemente dichiarato colpevole di tutte le accuse e "pronto ad affrontare qualsiasi esito".
Il 13 aprile 2023, i pubblici ministeri hanno rivolto a Protasevič ulteriori accuse penali, tra cui quelle di "incitamento all'odio sociale", organizzazione di rivolte di massa e organizzazione e gestione di gruppi estremisti che puntavano al rovesciamento del governo di Lukašėnka. In risposta alle nuove accuse di estremismo, Protasevič si è dichiarato non colpevole e ha negato le accuse.
Il 21 aprile 2023 è stata pronunciata l'arringa finale dell'accusa. Durante l'udienza, il pubblico ministero Natalija Sokolova ha chiesto una condanna a 10 anni di carcere per Protasevič, affermando che l'imputato avrebbe dovuto scontare una pena minore rispetto ad altri che si trovano in esilio grazie alla sua collaborazione con le autorità dopo l'arresto.
Il 26 aprile 2023, la difesa ha tenuto le sue arringhe e Protasevič ha pronunciato le sue ultime parole del processo, ritenendosi colpevole e affermando di essere stato usato da altri nel compiere le sue azioni. La difesa ha chiesto una riduzione della pena nei suoi confronti in quanto una condanna lunga gli avrebbe "impedito di farsi una famiglia". Il 3 maggio 2023 Protasevič è stato condannato a 8 anni di reclusione.
Il 21 maggio 2023 Protasevič è stato graziato e rilasciato, mentre il 7 giugno 2023 anche Safija Sapeha viene graziata. Nel maggio 2023 sua madre è tornata dalla Polonia in Bielorussia, e nel luglio successivo Protasevič è stato rimosso dalla lista dei terroristi dal governo bielorusso.
Protasevič ha accettato di collaborare col governo nel rilascio di altri detenuti, ad esempio, secondo quanto riportato da Sjarhej Cichanoŭskij e Maryja Kalesnikava, ha tentato di mediare convincendo i prigionieri politici a dichiararsi colpevoli e ottenere la grazia come fatto da lui.